# Eikeloh
Eikeloh (Eikelohⓘ) ist ein Stadtteil von Erwitte im Kreis Soest, Nordrhein-Westfalen.

## Geografie

### Geografische Lage
Das Dorf Eikeloh, mit zurzeit 504 Einwohnern, liegt etwa drei Kilometer östlich von Erwitte am nördlichen Fuß des Haarstranges. Der niedrigste Punkt von Eikeloh (97,5 m ü. NN) liegt an der Grenze zu Bökenförde, zum Süden hin steigt der Ort bis auf 167,5 m ü. NN an. Die Kirche liegt auf einer Höhe von 110 m ü. NN. Eikeloh liegt wie Erwitte am ehemaligen Hellweg, der heutigen Bundesstraße 1.

### Dorfstruktur
Eikeloh ist das typische Beispiel für ein altes Hellwegdorf, in Form eines Haufendorfes, in dem sich die Häuser und Höfe planlos um die Kapelle im Zentrum gruppieren. Die Häuser stehen teils mit der Trauf-, mal mit der Giebelseite zur Straße. Die planlos wirkende Struktur, begründet sich auf die Lage des Dorfes oberhalb des Quellhorizontes, weshalb eine Wasserversorgung nur mit tiefen Brunnen möglich war und die Häuser möglichst nah an einen gemeinsamen Brunnen gebaut wurden. Der historische Ortskern hat noch einen ruralen Charakter. Südlich geht das alte Dorf heute in eine geplante Neubausiedlung über.

### Bodenbeschaffenheit
Beim Eikeloher Boden handelt es sich um eine äußerst fruchtbare Braunerde, die durch
oberflächennahen felsigen Kreidekalk nur eingeschränkt bewirtschaftbar ist.
Der Unterboden besteht aus einem harten Mergel, der nach oben hin einen immer
höheren Sandanteil aufweist.
Im Oberboden befindet sich vorwiegend Löss, mit einem hohen Kalkgehalt.
Dieses Sediment besteht aus von Ton umgebenen Sandkörnern, welches
während der Weichseleiszeit äolisch transportiert, hier abgelagert wurde.
Es verbindet die positiven Eigenschaften von Ton, der wasserhaltend und nährstoffreich ist, und Sand, der gute Wasserführung und Durchlüftung aufweist.

## Geschichte

### Ortsname
Alle Quellen gehen bei dem Ortsnamen Eikeloh einstimmig von dem Grundwort -loh und einem Beiwort für Eiche aus. Das Grundwort -loh wird allerdings im Zusammenhang mit dem Beiwort unterschiedlich gedeutet. Schulte Beerbühl geht von der Bedeutung Lichtung im Eichenwald aus, Derks hingegen schlussfolgert auf Eichenwald. Nach einer kritischen Analyse der existierenden Belegformen und bisherigen Deutungen kommen Michael Flöer und Claudia Maria Korsmeier zu dem Ergebnis, dass die ursprüngliche Bezeichnung der Umgebung, für die dort liegende Siedlung, übernommen wurde und die Bedeutung für Eikeloh Eichenwald ist. Sie gehen bei ihrer Überlegung von der Zusammensetzung aus dem Grundwort -loh für Wald und dem Beiwort, im altsächsischen ēk und mittelniederdeutschen ēik, ēike, für Eiche aus, was im Laufe der Zeit zu der heutigen Schreibweise Eikeloh führte.
Grabungen in den Jahren 2021/23 ergaben, dass das Gebiet bereits vor der Römerzeit besiedelt war.

### Mittelalter
Bei den Grabungen 2021/23 wurden in Eikeloh die Fundamente einer 30 Meter langen steinernen Kirche aus dem frühen 10. Jahrhundert freigelegt, deren Existenz aus schriftliche Quellen nicht bekannt war. Der Kirchbau bestand aus einem 8,40 Meter breiten Saal, an den im Osten ein rechteckiger Chor anschloss. Ein östlich an den Chor anschließender Raum könnte eine Kapelle oder Grablege gewesen sein. Ein solcher Chorscheitelbau ist für Westfalen bisher nicht belegt. Zudem wurde ein südlicher Anbau gefunden. Die Kirche wurde am Ort einer älteren Hofstelle errichtet und wohl nicht lange nach der Fertigstellung noch im 11. Jahrhundert wieder abgebrochen.

### Eingemeindung
Am 1. Januar 1975 wurde die bis dahin selbstständige Gemeinde Eikeloh im Zuge der kommunalen Neugliederung in Nordrhein-Westfalen ein Ortsteil der Stadt Erwitte.

## Politik

### Ortsvorsteher
Annemarie Altstädt (CDU)

### Wappen
| Wappen von Eikeloh | Blasonierung: „Von Gold und Rot geteilt, oben ein grüner Eichenzweig, unten vorn eine goldene Taufschale, hinten schräglinks gestellt eine viergliedrige goldene Kette, das oberste und unterste Glied offen.“ |
| Wappen von Eikeloh | Wappenbegründung: In der Farbgebung Gold und Rot symbolisiert das Wappen die historische Verbindung des Ortes zum Kloster Corvey. Der Eichenzweig bezieht sich auf die Herkunft des Ortsnamens. Das Grün des Eichenzweig wurde frei gewählt. Die Taufschale stellt das Patrozinium des St. Johannes Baptist über die Dorfkapelle dar. Die goldene Kette, mit den offenen Gliedern, nimmt Bezug auf die geschichtliche Begebenheit, das eine Eikeloher die Ketten mit denen er in türkischer Gefangenschaft gefesselt war, nach seiner Rückkehr, zu Füßen des Bildes der Mutter Gottes in Bökenförde, niedergelegt hat. |

## Bauwerke

### Kapelle

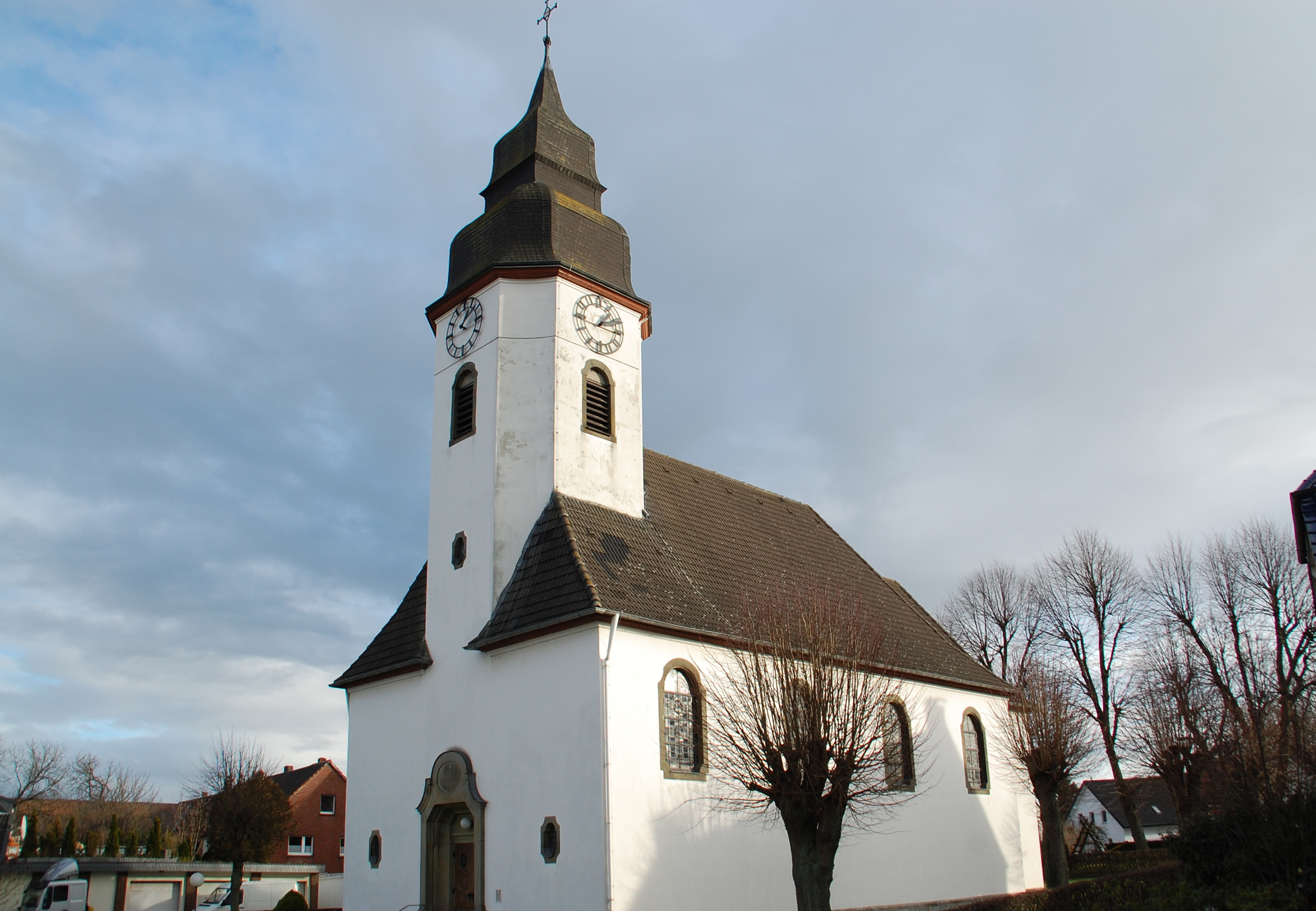
Kapelle St. Johannes Baptist in Eikeloh

Die heutige Kapelle St. Johannes Baptist in Eikeloh, wurde ab dem Frühjahr 1924 unter Mithilfe aller Dorfbewohner gebaut und im Juni 1925 eingeweiht. Der Baustil ist an die Formen des Barocks angelehnt. Die Kirchenorgel wurde 1941 angeschafft. Im Januar 1942 wurden die drei Glocken der Dorfkapelle für Kriegszwecke beschlagnahmt. Erst im Dezember 1952 konnten neue Glocken eingeweiht werden. Eine elektrische Turmuhr wurde im Mai 1947 installiert. 1958 konnte eine elektrische Läutanlage in Betrieb genommen werden, die das automatische Läuten ermöglicht.

### Wasserturm

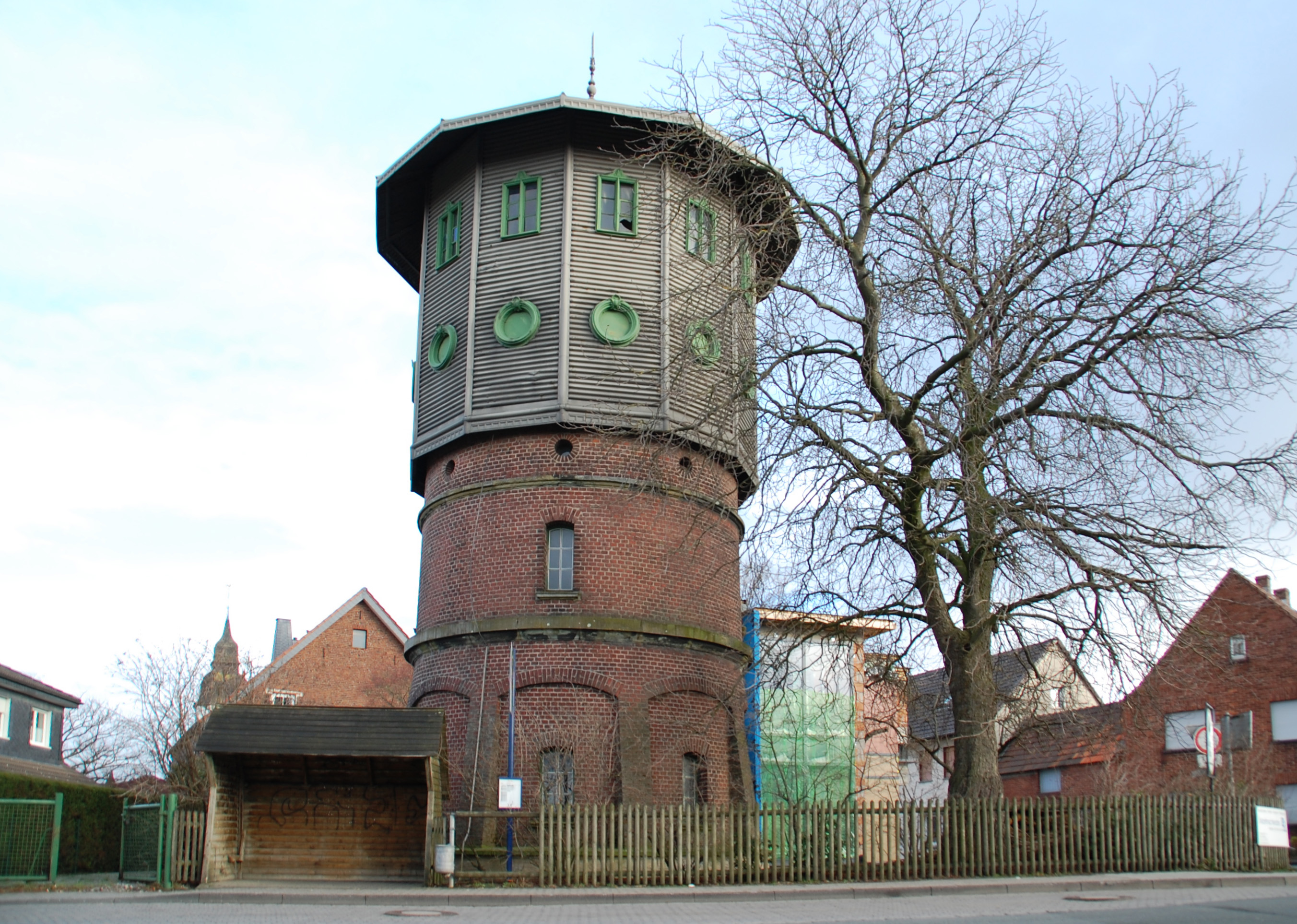
Wasserturm in Eikeloh

Der Wasserturm, der an der Rüthener Straße steht, ist mit seiner Höhe von 16 m der kleinste in der Region. Er wurde im Jahr 1900/1901 gebaut und in Betrieb genommen. Seine Fassadengliederung ist für die Region und Entstehungszeit typisch. Der Turmbau war nötig, um einen kontinuierlichen Wasserdruck, in der zur gleichen Zeit entstandenen zentralen Wasserversorgung, aufrechtzuerhalten. Im Jahr 1947 wurde im Turm ein neuer Wasserbehälter installiert. Seit 1985 ist der Wasserturm von Eikeloh außer Betrieb.

### Wasserwerk
Das Wasserwerk in Eikeloh wurde im Jahr 1886 von der Stadt Lippstadt – mitten im Quellgebiet der Gieseler und der Pöppelsche – gebaut. Sieben Quellen wurden zu Brunnen ausgemauert, von denen das Wasser in den Lippstädter Wasserturm gepumpt wurde. Nach dem Bau des Wasserturms in Eikeloh 1900/1901 wurde das Wasser, für die Gemeinde Eikeloh, zum Selbstkostenpreis eingespeist.
Das Wasserwerk wurde 1976 mit einer Chlordioxidanlage zur Wasserdesinfektion ausgestattet. In den Jahren 1982/1983 konnten zwei neue Tiefbrunnen, sowie ein neues Pumpenhaus in Betrieb genommen werden. 1988 wurde ein Nitrat-Prozessphotometer installiert, damit der Nitratgehalt des Wassers überwacht werden kann. Im Oktober 2006 musste das Wasserwerk Eikeloh aufgrund von PFT-Belastungen vom Netz genommen werden. Die PFT-Belastung des in Eikeloh geförderten Trinkwassers wurde durch die Verwendung von belasteten Klärschlämmen, als Dünger in der Landwirtschaft, verursacht. Erst nach dem Einbau einer Aktivkohle-Filter-Anlage, im Sommer 2008, konnte es wieder in Betrieb genommen werden.

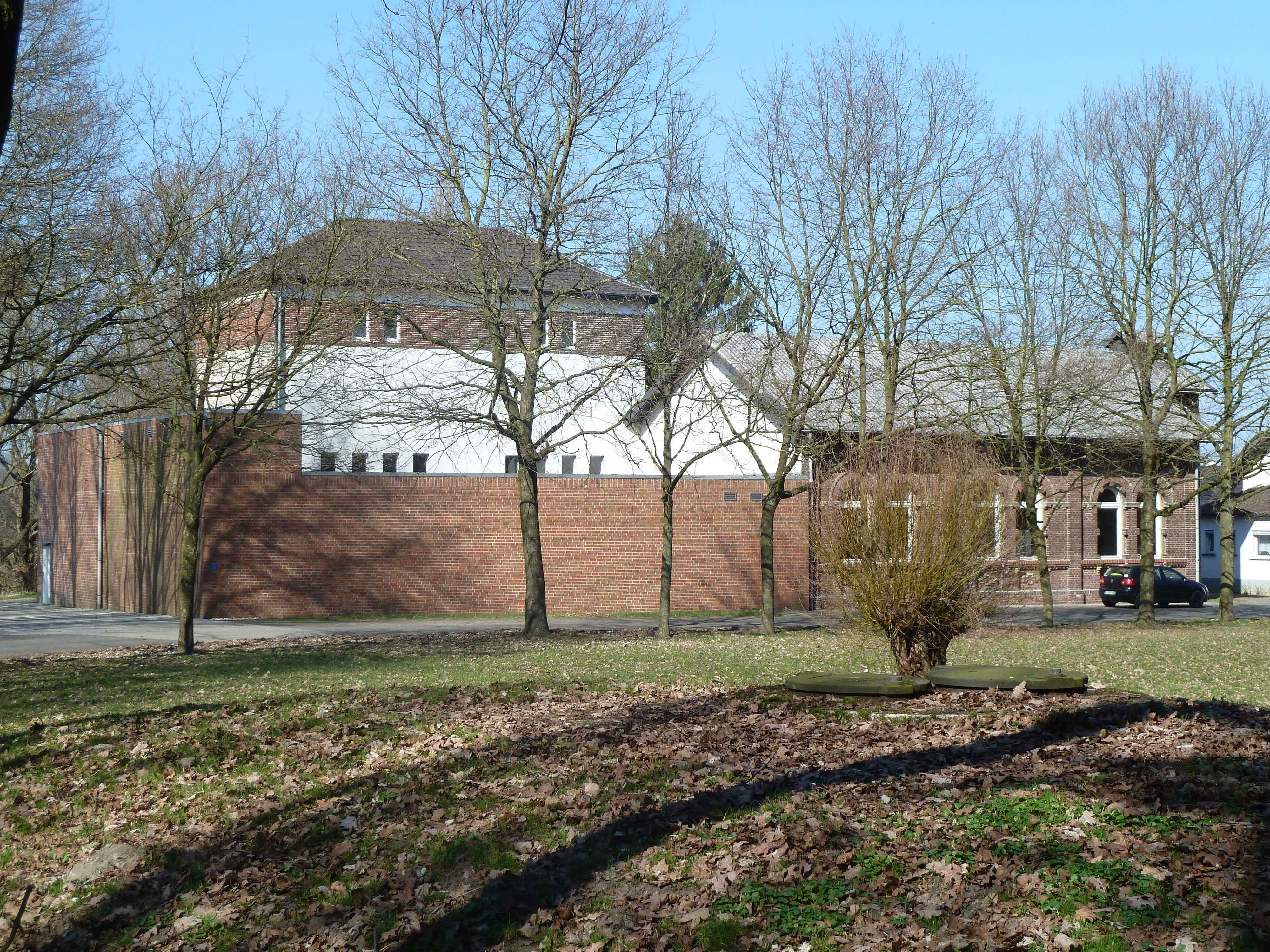
Wasserwerk in Eikeloh

## Söhne und Töchter des Dorfes
- Theresia Birkenhauer (* 1955, † 2006 in Berlin), Theaterwissenschaftlerin und Dramaturgin